# Vicenç Maria de Gibert i Serra
Vicenç Maria de Gibert i Serra (* 21. April 1879 in Barcelona; † 15. Oktober 1939 ebenda) war ein katalanischer Komponist, Organist und Musikkritiker.

## Leben und Werk
Vicenç Gibert studierte bei Claudi Martínez i Imbert Klavier sowie bei Lluís Millet und Felip Pedrell Komposition. Von 1900 bis 1907 lebte er in Paris und studierte an der Schola Cantorum bei Vincent d’Indy Komposition und Klavier sowie bei Abel Decaux Orgel.
Nach seiner Rückkehr nach Barcelona unterrichtete er Orgelklassen und gab Konzerte am Orfeó Català. Er fungierte auch als Organist des Orquestra Pau Casals. Er weihte verschiedene Orgeln ein, unter anderem 1922 die Orgel des Klosters Montserrat.
Sein kompositorisches Schaffen ist stark von der neoklassischen Ästhetik und von der katalanischen Volksmusik beeinflusst. Er schrieb das Chorgedicht Arca de Noè (1913, „Die Arche Noah“), Nit d’abril („Aprilnacht“), Cants religiosos (1914, „Religiöse Gesänge“) auf Texte von Jacint Verdaguer für Singstimme und Klavier sowie Volkslieder wie Follia („Wahnsinn“), Les nines i el carboner („Die Puppen und der Köhler“) für gemischten Chor. Gibert ist auch der Schöpfer von Kammermusik- und Symphoniewerken.
Gibert war einer der Mitbegründer der Revista Musical Catalana. Er arbeitete auch eng mit dem Obra del Cançoner Popular zusammen. Er schrieb Musikkritiken für die Zeitung La Vanguardia. Gibert war Autor folgender Studien: Chopin: Sus obras (1913, „Seine Werke“), Vida de Beethoven (1927, „Das Leben von Beethoven“) und La Divina Comèdia llegida per un músic (1927, „Die Göttliche Komödie gelesen von einem Musiker“).